# 18-та повітряна армія (США)
18-та повітряна армія (США) (англ. Eighteenth Air Force) — повітряна армія у складі Транспортного командування Повітряних сил США, що існує з перервами з 1951 року. Штаб-квартира повітряної армії розташована на військово-повітряній базі Скотт, в окрузі Сент-Клер, штату Іллінойс. Основним завданням повітряної армії є забезпечення максимальної мобільності американських військ шляхом перекидання повітрям особового складу, військової техніки та вантажів, дозаправлення та медичної евакуації у глобальному масштабі.
Основним оснащенням авіаційного парку армії є літаки C-17 «Глоубмастер ІІІ», C-5 «Ґелексі», C-130 «Геркулес», KC-135 «Стратотанкер», KC-10 «Ікстендер», C-40 «Кліппер», C-37 «Галфстрім» V та C-21 «Лірджет», KC-46 «Пегасус». Для забезпечення перевезення VIP-персон застосовуються спеціалізовані літаки VC-25, C-32 та C-20.

## Організаційно-штатна структура 18-ї повітряної армії
- 15-та авіаційна експедиційна оперативна група (Тревіс, Каліфорнія)
  - 60-те авіакрило перевезень (C-5A/B/C, KC-10A) (Тревіс AFB, Каліфорнія)
  - 62-ге авіакрило перевезень (C-17A) (Макхорд-Філд, Вашингтон)
  - 317-та авіагрупа перевезень (C-130H) (Дайс, Техас)
  - 375-те транспортне крило (оперативна підтримка авіаперевезень) (C-21A, C-9A) (Скотт AFB, Іллінойс)
  - 22-ге авіакрило дозаправлення (KC-135R/T) (Макконнелл, Канзас)
  - 92-ге авіакрило дозаправлення (KC-135R/T) (Фейрчайлд, Вашингтон)
  - 19-те авіакрило дозаправлення (KC-135R/T) (Гранд-Форкс, Північна Дакота)
  - 621-ше авіакрило постійної підтримки (Макквайр, Нью-Джерсі)
  - 715-та авіагрупа підтримки перевезень (Гіккам, Гаваї)
- 21-ша авіаційна експедиційна оперативна група (Макквайр, Нью-Джерсі)
  - 436-те авіакрило перевезень (C-5A/B) (Довер, Делавер)
  - 305-те авіакрило перевезень (C-17A, KC-10A) (Макквайр AFB, Нью-Джерсі)
  - 437-ме авіакрило перевезень (C-17A) (Чарльстон-Філд, Південна Кароліна)
  - 43-тє авіакрило перевезень (C-130E) (Поуп Філд), Північна Кароліна)
  - 314-те авіакрило перевезень (C-130E/H) (Літл-Рок, Арканзас)
  - 89-те авіакрило перевезень (VIP) (VC-25A, VC/C-37A, C-20B, C-32A, C-40B) (Ендрюс, Меріленд)
  - 6-те авіакрило перевезень (KC-135R, C-37A) Мак-Ділл, Флорида)
  - 19-те авіагрупа дозаправлення (KC-135R, EC-137D) (Робінс, Джорджія)
  - 721-ша авіагрупа мобільних перевезень (Рамштайн, Німеччина)